# مرض كوفس
مرض كوفس هو واحد من العديد من الأمراض تحت تصنيف الاضطرابات التي تُعرف باسم داء ليبوفوسيني سيرويدي عصبي. توصف هذه الاضطرابات على نطاق واسع بحدوث مشاكل في الرؤية والحركة الوظيفة المعرفية. بين جميع هذه الاضطرابات، مرض كوفس هو الوحيد الذي لا يؤثر على الرؤية، وعلى الرغم من أن هذا من بين العوامل التي تميز مرض كوفس إلا أن هذه الاضطرابات عادة ما يتم التفريق بينها عن طريق العمر الذي يظهر على المريض

## العلامات والأعراض
مرض كوفس هو مرض عصبي، مما يعني أنه يؤثر على الجهاز العصبي، وبالتحديد الحركة الإرادية والوظائف الفكرية. أعراض مرض كوفس يمكن أن تظهر في أي وقت بين المراهقة والبلوغ، ومع ذلك فإنه عادة ما يظهر في سن الثلاثين.
هناك نوعان من مرض كوفس: النوع الأول والنوع الثاني. النوع الأول يسبب الصرع والهزات العضلية والخرف والترنح والرعشة اللاإرادية وصعوبة التلفظ (صعوبات في النطق) والارتباك ونفسية السلوك. على الرغم من التشابه مع النوع الأول إلا أن المرضى الذين يعانون من النوع الثاني لا يعانون من الصرع أو صعوبة التلفظ، كما لا يعانون من تغيرات في النفسية.

## السبب الجيني
النوع الأول والنوع الثاني من مرض كوفس تسببها طفرات في مجموعتين من الجينات المختلفة. كل من مجموعتي الجينات مسئولتين عن إنتاج البروتينات و الإنزيمات التي تشارك بشكل كبير في تكوين البروتين والإفراز في الخلية وعلى وجه التحديد في الخلية العصبية.

### النوع الأول
سبب النوع الأول هو حدوث طفرات في جينات CLN6 و PPT1 . CLN6 تنتج البروتينات التي تسهل نقل الدهون في جميع أنحاء الخلية، فضلا عن الإفراز خارج الخلية. بينما يقوم جين PPT1 بترميز إنزيم بالموتويل بروتين ثيوإستيريز1. هذا الإنزيم مسئول عن إزالة سلاسل الأحماض الأمينية عن البروتين الذي تم نقله في الليزوزيم. هذا النوع من مرض كوفس ينتقل جينيا بشكل متنحي مما يعني ضرورة انتقاله من كلا الأبوين (وجود نسختين منه) لتظهر أعراض المرض.

### النوع الثاني
سبب النوع الثاني من مرض كوفس هو طفرات في جينات DNAJC5 و CTSF. هذا النوع من مرض كوفس ينتقل جينيا بشكل سائد، وهذا يعني أن نسخة واحدة فقط من المرض تكون كافية لإظهار أعراض المرض. 

## العلاج
علاج داعم عن طريق علاج الأعراض فقط.